# Емилия Перес
„Емилия Перес“ (на английски: Emilia Pérez) е испаноезичен френски криминален мюзикъл от 2024 г. на режисьора Жак Одиар по негов сценарий, базиран на едноименната му опера. Във филма участват Зоуи Салдана, Карла София Гаскон, Селена Гомес, Адриана Паз, Марк Иванир, Едгар Рамирес и др. Световната му премиера се състои на филмовия фестивал „Кан“ на 18 май 2024 г.